# Setržebet
Setržebet (mađ. Erzsébet, nje. Sandeschewe) je selo u južnoj Mađarskoj.
Zauzima površinu od 0,1 km četvorni.

## Zemljopisni položaj
Nalazi se na 46°6' sjeverne zemljopisne širine i 18°28' istočne zemljopisne dužine, 5 km južno-jugoistočno od Pečvara. Palija je 4 km sjeverno, Bodica je 2 km sjeveroistočno, Kikoš (Kekeš) je pola kilometra istočno, Seluv je 1,9 km južno, Katolj 3 km južno, Szilágy je 3 km zapadno, Berkuš 4 km jugozapadno, a Maraza 4 km jugoistočno, a Gereš je 4,5 km istočno.

## Upravna organizacija
Upravno pripada Pečvarskoj mikroregiji u Baranjskoj županiji. Poštanski broj je 7661.

## Stanovništvo
Setržebet ima 338 stanovnika (2001.).

## Vanjske poveznice
- (mađ.) Önkormányzatának honlapja  Arhivirana inačica izvorne stranice od 30. svibnja 2013. (Wayback Machine)
- (mađ.) Erzsébet a Vendégvárón[neaktivna poveznica]
- Setržebet na fallingrain.com